# Rob Roos
Pour les articles homonymes, voir Roos.
Robert B. S. Roos, dit Rob Roos, né le 2 août 1966 à Rotterdam, est un homme politique néerlandais. Il siège au Parlement européen de 2019 à 2024 au sein du groupe des Conservateurs et réformistes européens, dont il est l'un des vice-présidents.

## Biographie

### États provinciaux de Hollande-Méridionale
Élu aux États provinciaux de Hollande-Méridionale lors des élections provinciales du 20 mars 2019, lors desquelles il est tête de liste pour le Forum pour la démocratie (FvD), il devient président de groupe lors de sa prise de fonction. Avec 11 sièges, le groupe du FvD est le plus grand de l'assemblée, alors même qu'il s'agit de la première participation du parti à un scrutin provincial.

### Parlement européen
Placé en deuxième position sur la liste menée par Derk Jan Eppink aux élections européennes du 23 mai 2019, Roos est élu député européen et démissionne de son mandat provincial en Hollande-Méridionale le 3 septembre suivant.
En décembre 2020, l'ensemble des députés européens du Forum pour la démocratie quitte le parti pour rejoindre JA21, à la suite d'une série de controverses sur la scène politique nationale affectant le chef du parti, Thierry Baudet, ainsi que son entourage. Après la démission d'Eppink de son mandat européen en mars 2021 consécutive à son élection à la Seconde Chambre des États généraux, Roos devient chef de la délégation de JA21 au Parlement européen et vice-président du groupe des Conservateurs et réformistes européens.